# Indonemoura trilongispina
Indonemoura trilongispina är en bäcksländeart som beskrevs av Du och Wang 2006. Indonemoura trilongispina ingår i släktet Indonemoura och familjen kryssbäcksländor. Inga underarter finns listade i Catalogue of Life.